# 薛少卿
薛少卿（1910年11月16日—1991年10月23日），湖北省監利縣尺八镇薛家村人。中国人民解放军开国少将。

## 生平
生于贫农家庭。12岁父母双亡，姐姐当童养媳，薛少卿当小长工。1929年，贺龙在监利县洪湖地区组建了湘鄂西红军队伍，在大哥的鼓励下，薛少卿投身革命，1929年7月加入中国共产主义青年团，1930年5月转党。1931年3月扩红运动中，作为团区委书记带领一部分本区农民参加了段德昌为师长的红三军第九师。长征中，任红二军团政治部没收委员会主任。
抗日战争爆发后，任八路军120师政治部地方工作部武装动员科科长、师政治部组织部部长、代理政治部主任。
第二次国共内战时期，担任嫩江省委组织部长。1947年夏调东北航校任副政委兼政治部主任、代理党委书记。东北民主联军副政委兼秘书长高岗交代任务时说：主席与朱总司令都非常重视航校工作，现在对办航校是要钱给钱、要人给人，将来办空军就指望这些人了，航校领导与干部来自各个山头，选你去就是解决团结问题，用红军的传统把学校带出来，为将来建立空军创造条件。1949年3月常乾坤、王弼在北平组建军委航空局，薛少卿留在航校主持全面工作。
1949年11月11日空军成立后，新组建7所航校，在航校搭班子组阁中，薛少卿担任干部选调和审核工作。空军党委拟让薛少卿继续从事组织干部工作。由于经历过东北老航校创业时的艰难困苦，非常清楚航空机务技术业务的重要，毅然向组织提出去搞工程机务。被任命为空军工程部部长兼党委书记。培训、领导全军航空机务工作，保证了46种型别飞机的训练、作战及特殊飞行任务。1955年被授予中国人民解放军少将。
1960年9月被任命为空军副司令员、国家三机部副部长兼三机部下属的航空工业局局长。主持召开了航空工业系统质量整顿会议，会议提出整改措施，各工厂企业都发动起来开展全面整风，对问题严重企业进行重点剖析，质量问题开始好转。经过三年质量整顿，1963年9月，直五和歼六先后通过国家鉴定，实现优质过关，转入批量生产。1963年底，国家对军工体制改革，各军种副司令员兼任的对口工业局局长职务上交国务院，重新回到空军，任空军工程学院院长。1969获得政治“解放”，1970年出任空军副司令员。九一三事件后，薛少卿被周恩来总理指定为以曹里怀为首的空军五人领导小组成员。继续分管航空机务、型号定型等工作。1975年8月，年满65岁主动提出退居二线的申请，成为空军第一个顾问。
退二线后，参加红二方面军军史的审定，担任了《贺龙传》、《任弼时传》、《关向应传》的顾问工作。